# Юрий Артюхин
Юрий Петрович Артюхин е съветски космонавт, летял с кораба „Союз 14“ (1974). Герой на Съветския съюз.
Завършва Серпуховското военно авиационно-техническо училище (1950) и Военновъздушната инженерна академия „Н. Е. Жуковский“ (1958). Работи в същата академия. Има научна степен кандидат на техническите науки (1980) от Военно-инженерния институт „А. Ф. Можайский“, Ленинград.
Избран е за космонавт през 1963 г. Готвен е да лети с кораба „Восход-3“ и по програмите „Союз 7К-Л1“ / „Зонд“ и „Алмаз“, но полетите са отменени.
Извършва космически полет като борден инженер (командир на екипажа - П. Р. Попович) на космическия кораб "Союз-14" и космическа станция „Салют-3“ (3 – 19 юли 1974) с продължителност 15 дни 17,5 часа. Позивна - Беркут-2.
Пенсионира се като космонавт през 1982 г. и продължава да работи по космическата програма на СССР. Най-известна е длъжността му на ръководител на програма „Буран“.
Почетен гражданин е на Варна.